# Alpena (Virginia Occidental)
Alpena es un área no incorporada ubicada en el condado de Randolph (Virginia Occidental), Estados Unidos. Está catalogada como un asentamiento humano por la Junta de Nombres Geográficos de los Estados Unidos. Su número de identificación (ID) es 1553717. Se encuentra a 828 m s. n. m. (2717 pies).

## Historia
Se estableció una oficina de correos en 1879 y permaneció en funcionamiento hasta 1966.